# Gianmaria Biemmi
Gianmaria Biemmi (ur. 2 lutego 1708 w Goglione Sopra, zm. 27 grudnia 1784 w Brescii) – włoski historiograf i katolicki duchowny.
Jego najbardziej znaną pracą była wydana w 1742 roku w Brescii Historia Jerzego Kastrioty znanego jako Skanderbega (wł. Istoria di Giorgio Castriota detto Scanderbergh) , którą opierał na pracach włoskich i bizantyńskich historykach, jak m.in. Francesco Filelfo, Giovanni Pontano, Raffaello Maffei, Laonik Chalkokondyles i Jerzy Sfrantzes; jako kolejnego źródła, Biemmi miał również używać wydanej w Wenecji publikacji z 1480 roku autorstwa nieznanego albańskiego naukowca z Baru.

## Życiorys
Studiował retorykę, teologię, prawo oraz historię. W 1731 roku został katolickim duchownym.
Pierwszą jego pracą było Życie Karola V, Imperatora (wł. Vita di Carlo V, Imperatore), jednak nie została ona ostatecznie opublikowana z powodu trudności z ich wydaniem.

## Pracehistoryczne[4]
- Istoria di Giorgio Castriota detto Scanderbergh (1742)[2]
- Istoria di Brescia (tom I - 1748, tom II - 1749)
- Istoria di Ardiccio degli Aimoni e di Alghisio Gambara (1759)

### Nieopublikowane prace
- Carte spettanti Bergamo dal 1002 al 1089
- Carte spettanti Brescia dal 1267 al 1483
- Cronaca di Brescia detta di San Giovanni de Foris dal 1117 al 1213
- Cronaca di S.Salvatore dal 1014 al 1273 illustrata con note inedite
- Decretum Collegii Brixiae 1536
- Del Carroccio
- Frammenti del Liber Potheris
- Frammento storico della Congiura dei Brescia 1512
- Gesta del Duca di Valstein
- Notizia intorno alla dimora in Brescia di Nicolò Tartaglia
- Parte presa nel Consiglio di Brescia nel 1486
- Privilegio del 1448 di Federico IV pel Castello di Scovolo
- Schede di documenti per Tremosine e Manerbio di Vestone
- Storia della società lombarda
- Storia delle Valli Trompia e Sabbia
- Terremoto in Brescia nel 1222 e Rovine di Brescia nel 1769
- Un documento del 1194 pei Monaci di Leno
- Versi latini in lode di Brescia
- Vita di Carlo V, Imperatore